# Johann Peter Uz
Johann Peter Uz (3 d'octubre de 1720 - 12 de maig de 1796) fou un poeta alemany. Va néixer a Ansbach.
Va estudiar dret a la Universitat de Halle on es va ajuntar amb els poetes Johann Gleim i Johann Nikolaus Götz; juntament amb l'últim va traduir les odes de Anacreó (1746).
El 1748 fou nomenat secretari del Justizcollegium, ofici que va mantenir durant 12 anys; el 1763 va esdevenir assessor de la cort imperial de justícia a Nuremberg. El 1790 va ser designat jutge.
Al jardí de la cort de Ansbach hi ha un monument en honor de Johann Peter Uz.